# Kimberly Penez
Kimberly Penez (3 februari 1999) is een Belgisch zangeres.

## Biografie
Penez studeerde psychologie aan de UGent.
Penez werd op 4 maart 2023 geselecteerd als een van de vijf finalisten voor de wedstrijd Barst jij van IJzersterk talent? die in Diksmuide plaatsvond. Ze won deze competitie en werd door de jury een jonge, veelbelovende artiest genoemd. Op 11 juni dat jaar werd Penez het Kelegat van Kortrijk, georganiseerd door de Mainstream Music Band. Hierbij mochten tien artiesten een eigen nummer brengen en ze kwam als winnaar uit de bus.
Op 9 februari 2024 verscheen haar zevende single Iconic. Op 10 mei dat jaar stond Penez in het voorprogramma van Raymond van het Groenewoud op het LUX Festival in Rollegem. Dit was de eerste keer dat ze werd uitgezonden op regionale televisie.
Bij de voorronde van de TRAX Contest op 5 juli 2024 werd Penez als winnaar uitgeroepen en mocht ze op het TRAX Festival spelen, samen artiesten als Berre, Vive la Fête en Black Box Revelation.

## Stijl
Penez brengt popmuziek uit. Ze wordt vergeleken met onder anderen Zara Larsson en Olivia Rodrigo. Haar single Tattoo werd omschreven als braafjes, maar wel met potentie. Haar nummers bevatten persoonlijke teksten.

## Singles
| Jaar | Single          |
| ---- | --------------- |
| 2021 | Home            |
| 2022 | F*ck my anxiety |
| 2022 | Insane          |
| 2022 | Tattoo          |
| 2023 | Let you love me |
| 2023 | BAD             |
| 2024 | Iconic          |

- MusicBrainz: 08d0a6cc-a2ab-4dc4-83dc-11cc335f22bd